# Yvone Duruz
Yvone Duruz, née le 1er mai 1926 à Berne, et morte le 8 mai 2007 à Montréal, est une artiste suisse et membre du groupe Mouvement. Elle est peintre, dessinatrice, sculptrice, graveuse et céramiste et enseigne la peinture et le dessin. 

## Formation
Yvone Duruz a étudié la sculpture et les arts graphiques à l’École des arts et métiers de Berne et à l’École des Hautes études techniques de Fribourg. Elle a ensuite suivi des cours en peinture à l’Italy Art School de Londres, à la Grande Chaumière et à l’Atelier Julian à Paris.

## Œuvre
Yvone Duruz est connue pour ses tableaux, gravures, dessins et céramiques. Elle enseigne et conçoit des meubles également. 
Elle a aussi publié des livres d’artiste et, en 1971, un ouvrage intitulé La céramique chez soi en 18 leçons.
Yvone Duruz a exposé à Berne, Fribourg, Londres, Paris, Ancône, Dijon et Barcelone. À Montréal, elle a exposé ses gravures, dessins et sculptures.
Elle a fait l'objet d'une monographie: Duruz, Yvone, and Alfred Kohler, Yvone Duruz / [texte:] Alfred Kohler. Genève: Galerie A. Meier, 1977.

## Expositions
- 1968 : Duruz, Musée d'art et d'histoire, Fribourg, 16 mars au 21 avril 1968[5]